# Von Gegerfelt
von Gegerfelt och Gegerfelt är svenska efternamn, som kan skrivas på något olika sätt. Den 31 december 2013 var följande antal personer bosatta i Sverige med stavningsvarianterna
- von Gegerfelt 94
- Gegerfelt 92
- Gegerfeldt 8
- von Gegerfeldt 1

## Adelsätten
von Gegerfelt är en svensk ätt, som adlades 1674 och introducerades på Riddarhuset 1675 med nummer 861. Ätten antas ha tyskt ursprung. Ätten fortlever alltjämt.

## Personer med efternamnet von Gegerfelt
- Cecilia von Gegerfelt (1885–1971), konstnär
- Eric von Gegerfelt (1896–1970), skådespelare
- Eric von Gegerfelt (militär) (1867–1956), militär
- Eric von Gegerfelt (journalist) (1874–1956), författare och journalist
- Georg Samuel von Gegerfelt (1742–1810), överste och sjöfficer
- Georg Samuel von Gegerfelt (1779–1866) (1779–1866), sjömilitär
- Gunhild von Gegerfelt (1853–1896), konstnär
- Gunnar von Gegerfelt (1926–2012), konstnär
- Herman von Gegerfelt (1817–1886), jurist och riksdagsman
- Karl Adolf von Gegerfelt (1744–1808), sjöofficer och överste
- Lotten von Gegerfelt (1834–1915), genre- och porträttmålare
- Victor von Gegerfelt (1817–1915), stadsarkitekt i Göteborg
- Wilhelm von Gegerfelt (1844–1920), målare